# Eilidh Simpson
Eilidh Simpson (Mount Waverly, 11 settembre 1992) è una cestista australiana naturalizzata britannica.

## Carriera
Con la Gran Bretagna ha disputato due edizioni dei Campionati europei (2015, 2019).